# Leonid Sobinov
Leonid Vitalyevich Sobinov (russo : Леони́д Вита́льевич Со́бинов , 7 de junho de 1872 - 14 de outubro de 1934) foi um tenor de ópera imperial russo. Sua fama continuou inabalável na era soviética, e ele foi nomeado Artista do Povo da RSFSR em 1923. A voz de Sobinov era lírica em tamanho e tom, e foi empregada com bom gosto e excelente musicalidade.

## Biografia
Leonid Sobinov nasceu em Yaroslavl, na família do oficial de comércio de classe média baixa Vitaly Vasilyevich Sobinov. O período de sua infância foi aparentemente feliz e calmo. A mãe de Sobinov, que morreu cedo, era uma grande cantora e, devido à sua inspiração, ele começou a cantar sozinho. Em 1881, aos nove anos, ingressou em uma escola de meninos, graduando-se em 1890 com uma medalha de prata. Quando estudante, ele tocou violão e se juntou a um coral local.
Sobinov se matriculou em um curso universitário em Moscou. Isso o levou a se formar em direito, que recebeu em 1894. Após a universidade, Sobinov prestou serviço militar e depois começou a exercer a advocacia. Também estudou canto em Moscou com os professores Alexander Dodonov e Alexandra Santagano Gorchakova, que, em 1897, sugeriram que ele participasse de uma audição no Teatro Bolshoi da cidade . Ele se saiu bem na audição, obtendo um contrato do Bolshoi por um período inicial de dois anos. Este contrato lançaria as bases para uma carreira de cantor subsequente de sucesso extraordinário.
Sobinov viria a aparecer em Moscou e São Petersburgo em óperas como Ruslan e Ludmila, Faust, Manon, Prince Igor, Eugene Onegin, Halka, Rigoletto, Lohengrin, Tannhäuser (como Walter von der Vogelweide) e Zabava Putyatishna de Mikhail Ivanov. (como Solovey Budimirovich).

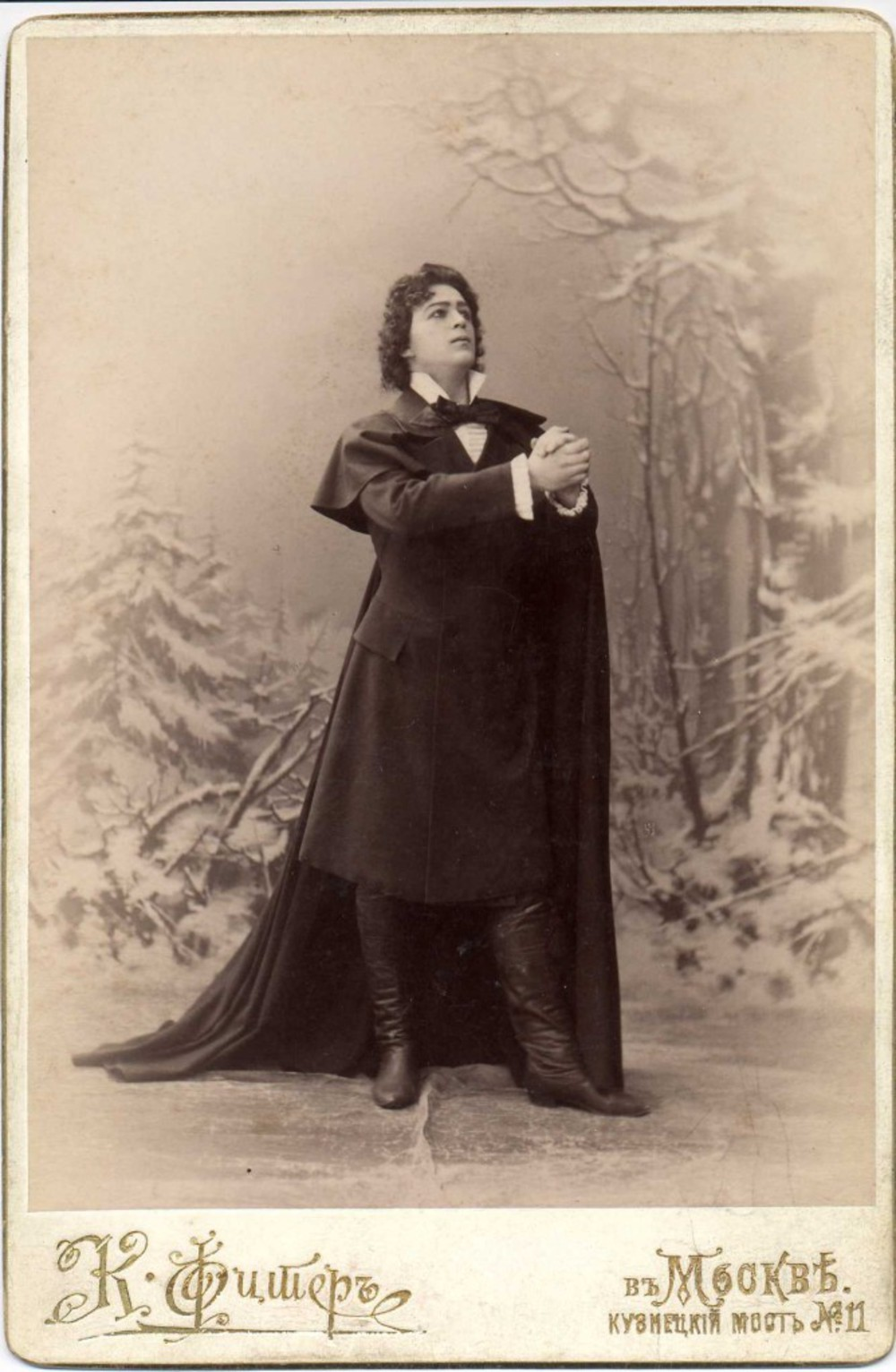
O cantor russo Leonid Sobinov como Lensky

Sobinov ficou impressionado com o promissor baixo operístico Feodor Chaliapin , que era um ano mais novo que ele, e eles apareceram juntos no palco em 1899. Nesse mesmo ano, ele adicionou as partes de Andrei ( Mazeppa ), Gérald ( Lakmé ) e Alfredo Germont ( La traviata ) ao seu repertório. Depois de passar pela partitura de Carmen , ele se recusou a assumir o papel de Don José, insistindo que sua natureza dramática seria muito desgastante para sua voz.
O tenor lírico reinante no Bolshoi durante a década de 1890 e início de 1900 foi Nikolay Figner . Figner era amigo íntimo do principal compositor russo, Pyotr Ilyich Tchaikovsky ; mas Sobinov provou ser igual ou superior ao tenor mais velho em todos os aspectos, superando-o até mesmo como Lensky em Eugene Onegin de Tchaikovsky .
A fim de alargar o seu repertório operístico (tendo já acrescentado os protagonistas tenores de Martha , Werther , Mignon e Roméo et Juliette ), Sobinov decidiu viajar para Itália, para poder experimentar directamente a ópera italiana. Em 1904-06 (e novamente em 1911) ele apareceu na principal casa de ópera da Itália, La Scala , Milão . Suas apresentações foram aclamadas não só na Rússia, mas também em outros países europeus, pela beleza de sua voz e pelo polimento de seu estilo de cantar. Além do Bolshoi e do La Scala, cantou no Teatro Mariinsky , em São Petersburgo ; Palácio Garnier , Paris; Royal Opera House , Covent Garden , Londres ; Ópera de Monte-Carlo , Monte Carlo ; e Teatro Real , Madrid .
Sobinov alcançou enorme fama apesar de enfrentar forte competição pelo afeto do público russo de vários cantores rivais masculinos de excelente qualidade. Eles incluíam seus colegas tenores líricos Dmitri Smirnov e Andrey Labinsky , o tenor spinto Lev Klementiev e o tenor dramático Ivan Yershov . De acordo com seus contemporâneos, Leonid Sobinov era uma pessoa abençoada com um charme raro. Belezas famosas de sua época estavam constantemente se apaixonando por ele. Eles incluíam, entre muitos outros, a atriz Elisabeth Sadovskaya e a bailarina e estrela do cinema mudo Vera Karalli .
Embora o primeiro casamento de Sobinov com Maria Karzhavina, uma colega de escola da Sociedade Filarmônica, não tenha durado, ele foi dedicado a seus dois filhos por ela, Boris e George (Yuri) Sobinov. Em 1915, casou-se em segundo lugar com Nina Mukhina. Ela era irmã do renomado escultor soviético Vera Mukhina , que foi o criador do monumento "Trabalhador e Fazendeiro Coletivo". Foi um casamento feliz. Eles tiveram uma filha, Svetlana.
Em 1917, após a Revolução Russa , Sobinov tornou-se o primeiro diretor eleito do Teatro Bolshoi . Ele empreendeu uma viagem teatral à Ucrânia em 1918 e se viu temporariamente isolado da Rússia. Em 1919, ele foi designado para o cargo de presidente do comitê musical da Divisão de Artes da Ucrânia em Kiev . O ano de 1920 viu-o tornar-se gerente da Divisão de Educação Pública em Sebastopol . Em 1920, seu filho Yuri, que serviu no Exército Branco , foi morto perto de Melitopol. Seu outro filho, Boris (1895-1956), um compositor de música, emigrou para a Alemanha.

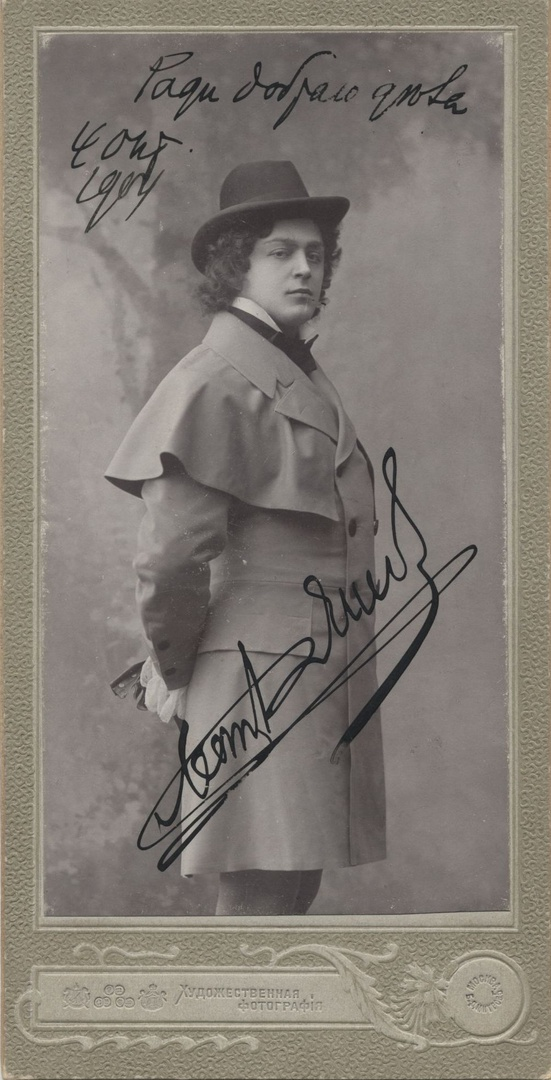
Retrato do cantor russo Leonid Sobinov, solista do Teatro Bolshoi (autografado), 1904 (Moscou).

Sobinov tornou-se novamente diretor do Teatro Bolshoi em 1921. Dois anos depois, foi selecionado para ser deputado da Câmara Municipal de Moscou. Ele fez sua última aparição no palco em 1933 em uma gala Bolshoi realizada em sua homenagem. No ano seguinte, ele começou a trabalhar no estúdio de ópera de Konstantin Stanislavski como líder artístico do estúdio.
Sobinov morreu durante o sono de um ataque cardíaco no Hotel São Petersburgo de Riga na noite de 14 de outubro de 1934. Seu corpo foi transportado de volta a Moscou por trem especial. Ele foi enterrado em 19 de outubro no Cemitério Novo-Devichy, em Moscou.
O planeta menor 4449 Sobinov é nomeado em sua homenagem.

## Gravações: reedições em CD
Sobinov deixou um grande legado de gravações feitas antes da Revolução de 1917. Muitos deles foram remasterizados e reeditados em Compact Disc por várias empresas. Essas reedições incluem:
- A Coleção Harold Wayne Vol. 36 - Suas primeiras gravações 1901-1904, Simpósio
- Leonid Sobinov - Gravações 1910 – 1911, Simpósio
- Leonid Sobinov - The HMV Catalog Recordings, Pearl
- Rimsky-Korsakov interpretado por seus contemporâneos, disco russo
- Cantores da Rússia 1900 - 1917 / Sergej Levik e Contemporâneos, Simpósio
- Cantores da Rússia Imperial Vol. 1, pérola
- La Scala Edição Vol. 1, EMI
- Maiores vozes do Bolshoi, Melodiya
- Os 30 Tenores, Simpósio
- As Vozes do Czar Vol. 1 (1901-1915), Minerva, bem como
- Página de ópera de Mike Richter: The Record of Singing Vol. 1 CD-ROM.